# Norberto Pedro Arguissain
Norberto Pedro Arguissain fue un lateral izquierdo, que jugó en Deportivo Morón y El Porvenir.

## Biografía
Sobrio lateral izquierdo que llegó a Dep.Morón en 1957 por recomendación del volante por izquierda Alejandro Bestene. Tras sus pasos por las divisiones inferiores de Ferro Carril Oeste y Excursionistas, y su frustrada transferencia a Independiente, el vasco había decidido abandonar el fútbol. Pero el 3 de mayo de 1959 volvió a la actividad en el encuentro en el que Dep.Morón igualó sin goles ante Leandro N. Alem.

Su primer gol lo convirtió el 29 de noviembre de 1958, en la derrota que su equipo sufrió ante Argentino de Quilmes por 5 a 2.
Se caracterizaba por su sobriedad en la marca y su espectacular pegada, lo que lo convirtió en un excelente lanzador de tiros libres y penales.
En 1959 se consagró campeón con Deportivo Morón y consiguió el ascenso a la Primera B. En total jugó 187 partidos en el Club y convirtió 25 goles. En 1965 pasó a El Porvenir, donde culminó su carrera futbolística.

## Clubes
| Club                 | País      | Año       |
| -------------------- | --------- | --------- |
| Club Deportivo Morón | Argentina | 1959      |
| Club Deportivo Morón | Argentina | 1960-1964 |
| El Porvenir          | Argentina | 1965-1966 |